# エルザ・フォン・グートマン
エルザ（エリーザベト）・フォン・グートマン（Elsa(Elisabeth) von Gutmann, 1875年1月6日 - 1947年9月28日）は、リヒテンシュタイン公フランツ1世の妻。

## 生涯
モラヴィア出身のユダヤ系実業家ヴィルヘルム・フォン・グートマンとその2番目の妻イーダ・ヴォディアナーの間の娘として生まれた。父は経営する石炭取引会社をオーストリア＝ハンガリー（二重帝国）全域規模の一流企業に伸し上げた成功者であり、1878年にオーストリア皇帝フランツ・ヨーゼフ1世によって騎士爵（Ritter）を与えられて貴族に列せられた。また1891年から1892年にかけ、ウィーン・イスラエル文化協会の会長を務めるなど、ウィーンのユダヤ人社会の指導者的存在だった。
エルザはハンガリー人貴族のエレシュ・ゲーザ男爵（Géza Erős von Bethlenfalva）と最初に結婚したが、1908年に死別した。
1914年、傷病兵の救済基金の活動を通じて、リヒテンシュタイン公子フランツと知り合い、交際に発展した。フランツの兄のリヒテンシュタイン公ヨハン2世は、後継者となる弟の身分の釣り合わない相手との交際に反対した。1929年2月11日にヨハン2世が死去し、フランツがフランツ1世としてリヒテンシュタインの国家元首に就任した。1929年7月22日、フランツ1世とエルザはウィーンで結婚式を挙げ、正式な夫婦となった。
ヨハン2世までの歴代のリヒテンシュタイン公あるいはその配偶者が、リヒテンシュタインを訪れることはほぼ無かった。フランツ1世とエルザはリヒテンシュタイン公夫妻としては初めて、領民と親しく交わり、領内への定期的な訪問を始めた。エルザは病院で慰問活動を行い、福祉施設を見舞い、貧民に贈り物を施した。エルザはその献身的な姿勢からリヒテンシュタインの領民に慕われた。フランツ1世夫妻の名を冠したリヒテンシュタインの青少年のための団体、フランツ・ウント・エルザ財団（Franz und Elsa-Stiftung）は、現在も活動を続けている。
1938年にフランツ1世と死別すると、ゼンメリンクの屋敷に移った。しかしアンシュルスに伴ってユダヤ人迫害が激しくなると、これを逃れてスイスに亡命した。1947年の死去時、夫の眠るヴラノフ・ウ・ブルナの墓所はチェコスロバキア政府に没収されていたため、エルザはファドゥーツのファドゥーツ大聖堂（ザンクト・フローリン大聖堂）に葬られた。